# Yazid ibn Abi Moslim
Aboul-Ala Yazid ibn Abi Moslim Dinar al-Thaqafi est le gouverneur omeyyade de l'Ifriqiya de 720 jusqu'à son assassinat en 721.

## Biographie
Yazid ibn Abi Moslim appartient à la tribu arabe des Thaqif. Il sert dans l'administration d'al-Hajjaj ibn Youssouf, gouverneur omeyyade de Wasit (actuel Irak). Il gravit les échelons et devient secrétaire d'al-Hajjaj. Au cours des maladies qui ont miné la santé d'al-Hajjaj avant sa mort en 714, Yazid remplissait fréquemment les fonctions de son adjoint. Après la mort d’al-Hajjaj, il a été confirmé à ce poste par le calife Al-Walid Ier.
Lorsque le calife Soulayman est arrivé au pouvoir en 715, Yazid ibn Abi Moslim a immédiatement été démis de ses fonctions (avec une grande partie du reste des personnes nommées par al-Hajjaj). Il est dit que Yazid avait été emprisonné à ce moment-là, mais relâché par la suite quand aucune preuve d'inconduite ne pouvait être trouvée pour porter des accusations. Une autre chronique rapporte que Yazid n’a été libéré en 717 par le calife Omar II par un acte de clémence générale.
En 720, au cours de nouvelles purges administratives, le calife Yazid II nomme Yazid ibn Abi Moslim au poste de gouverneur de l'Ifriqiya, avec autorité sur al-Andalus.
Peut-être en se rappelant la brutale administration de son mentor al-Hajjaj à Wasit, Yazid ibn Abi Moslim a montré peu de respect pour les musulmans non-arabes relevant de sa juridiction. Son prédécesseur à Kairouan, Ismaïl ibn Abdallah ibn Abi al-Mouhajir, avait déployé de nombreux efforts pour intégrer les Berbères musulmans au courant califal. Yazid a immédiatement défait tout cela, renvoyant les officiers berbères et augmentant les exactions fiscales sur la population berbère. Contournant les interdictions légales, Yazid réimpose la Djizîa (taxes annuelles des non-musulmans) aux Berbères musulmans et élargit d'autres taxes et tributs extraordinaires.
Selon le chroniqueur Ibn Abd-al-Hakam, Yazid ibn Abi Moslim a décidé d'humilier la garde berbère de Kairouan en tatouant leurs mains, leurs noms personnels sur la main droite et la phrase « Garde de Yazid » sur la gauche,, en 721. La garde berbère s'est soulevée et a tué Yazid ibn Abi Moslim. Un ancien gouverneur, Mohammed ibn Yazid, a été installé à titre de remplaçant temporaire, jusqu'à ce qu'un nouveau gouverneur soit envoyé par Damas.
L'historien Ibn Khallikan affirme que la garde berbère a été gracié par le calife Yazid II, dès réception du rapport faisant état de l'administration abusive de Yazid en Ifriqiya. Yazid II a nommé Bishr ibn Safwan al-Kalbi au poste de gouverneur à la fin des années 721.
L'historien Ibn Khaldoun suggère qu'Abdelaziz ibn Moussa ibn Nocaïr, fils de l'ancien gouverneur omeyyade Moussa ibn Nocaïr, aurait pu être à l'origine du complot de la garde berbère contre Yazid et que le calife aurait ordonné son arrestation et exécution, ordre auquel Bishr ibn Safwan a obéi à contrecœur.